# Beinn Each
Beinn Each är ett berg i Storbritannien.   Det ligger i kommunen Stirling och riksdelen Skottland, i den nordvästra delen av landet, 600 km nordväst om huvudstaden London. Toppen på Beinn Each är 813 meter över havet, eller 153 meter över den omgivande terrängen. Bredden vid basen är 2,5 km.
Terrängen runt Beinn Each är huvudsakligen kuperad.Runt Beinn Each är det glesbefolkat, med 8 invånare per kvadratkilometer. Närmaste större samhälle är Callander, 8,3 km söder om Beinn Each. I omgivningarna runt Beinn Each växer i huvudsak blandskog.